# Olivier Chesneau
Olivier Chesneau, né le 28 octobre 1972 à Angers (Maine-et-Loire) et mort le 17 mai 2014 à Nice (Alpes-Maritimes), est un astronome français.
Il a contribué à une meilleure compréhension des phénomènes physiques dans les étoiles évoluées, notamment les nébuleuses planétaires, les étoiles massives et les novae.
Parmi ses découvertes marquantes, on peut compter la taille inattendue et la binarité de HR 5171 A (l'« étoile cacahuète »),,, le fait que les novae explosent en forme de sablier dès les premiers jours (par exemple son travail sur RS Ophiuchi), ou encore la détection de disques au centre des nébuleuses planétaires.

## Biographie
Olivier Chesneau est né en 1972 à Mozé-sur-Louet, dans le département français de Maine-et-Loire. Il est mort le 17 mai 2014 à Nice, dans les Alpes-Maritimes.

## Travaux

### Instruments
Olivier Chesneau, après sa thèse, a participé aux tests et la mise en place de l'instrument MIDI, notamment par sa contribution au logiciel de réduction des données de l'instrument. Il a par conséquent été associé aux premiers articles de l'instrument.
Il a ensuite participé à l'exploitation des instruments AMBER et VEGA.

### Étoiles massives

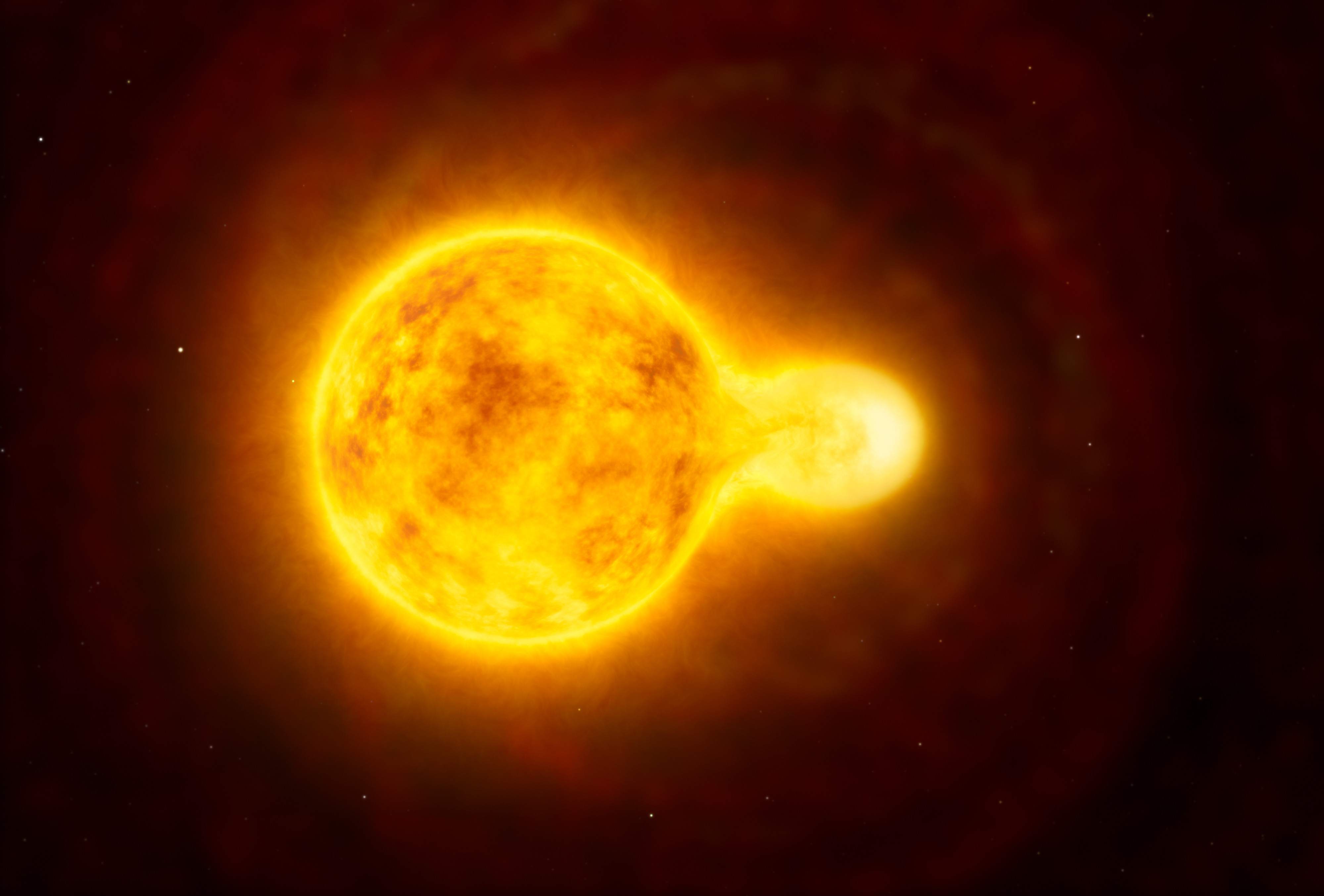
Vue d'artiste de HR 5171.

Sur les étoiles massives, Olivier Chesneau s'est fait connaître surtout par son travail d'observation à très haute résolution angulaire avec NACO et MIDI de l'étoile très massive Eta Carinae, et plus récemment par son travail sur la plus grosse étoile supergéante jaune connue de notre Galaxie,,.

### Novae
La contribution d'Olivier Chesneau sur l'étude des novae est l'utilisation de l'interférométrie, et notamment le Very Large Telescope, pour résoudre la forme de la boule de feu dans les premiers instants de l'explosion (de quelques jours à quelques mois).
- Son premier travail porte sur la nova RS Ophiuchi observée juste 5 jours 1/2 après l'explosion avec AMBER. Il a notamment découvert que la boule de feu est allongée dans la direction perpendiculaire à un anneau vu en ondes radio. Ce travail est publié dans A&A en 2006[12] et est cité par un communiqué de presse de l'ESO[5].

- Il observe ensuite la nova V1280 Scorpii pendant 6 mois avec le VLTI et publie un article[13] où il observe de multiples évènements de formation de poussières et calcule la distance de la nova[14]. Il observera plus tard cette même nova quelques années plus tard pour confirmer ce dont il se doutait déjà en 2008 : l'explosion est en forme de "sablier"[15].

- Enfin, il observe la nova récurrente T Pyxidis avec le VLTI quelques jours après l'explosion pour découvrir qu'il s'agit en fait d'une nova récurrente vue par le pôle[16], d'où l'apparence circulaire des éjectas.

- Il observe aussi l'objet de Sakurai (qui n'est pas une nova mais un "objet transitoire à luminosité intermédiaire" tel que V838 Mon) et y découvre un disque de poussière[17].

## Distinctions et récompenses
Il a reçu le prix Michelson en 2012.
Plusieurs entités ont été nommées en son honneur :
- l'astéroïde (6065) Chesneau, officiellement baptisé le 14 avril 2014 dans la Minor Planet Circular no 87993[19],
- la résidence universitaire Olivier-Chesneau à Nice[20],
- la bourse Olivier-Chesneau,
- le prix Olivier-Chesneau, fondé par l'Observatoire européen austral et l'Observatoire de la Côte d'Azur et remis depuis 2015[21],[22].

La conférence sur la physique des étoiles évoluées organisée du 8 au 12 juin 2015 à Nice avait été dédiée à sa mémoire.

### Articles biographiques
- (en) Florentin Millour, « Olivier Chesneau's work on massive stars » [« Travail d'Olivier Chesneau sur les étoiles massives »], What can the highest angular resolution bring to stellar astrophysics?, EAS Publications Series, Éric Lagadec, Florentin Millour et T. Lanz, vol. 71-72,‎ 2015 (arXiv 1604.03892, lire en ligne)
- (en) Florentin Millour et Éric Lagadec, « Olivier Chesneau's work on novae » [« Travail d'Olivier Chesneau sur les novae »], What can the highest angular resolution bring to stellar astrophysics?, EAS Publications Series, Éric Lagadec, Florentin Millour et T. Lanz, vol. 71-72,‎ 2015 (arXiv 1604.03890, lire en ligne)
- (en) Éric Lagadec, « Olivier Chesneau's work on low mass stars » [« Travail d'Olivier Chesneau sur les étoiles de faible masse »], What can the highest angular resolution bring to stellar astrophysics?, EAS Publications Series, Éric Lagadec, Florentin Millour et T. Lanz, vol. 71-72,‎ 2015 (arXiv 1512.02803, lire en ligne)

### Publications
- Olivier Chesneau et al., « The sub-arcsecond dusty environment of Eta Carinae » [« L'environnement de poussières d'Êta de la Carène en deçà de l'échelle de la seconde d'arc »], Astronomy & Astrophysics, no 435,‎ 2005, p. 1043–1061 (DOI 10.1051/0004-6361:20041395, arXiv 0501159ads=2005A%26A...435.1043C, lire en ligne)Les co-auteurs sont, outre Olivier Chesneau, M. Min, T. Herbst, L. B. F. M. Waters, D. J. Hillier, Ch. Leinert, A. de Koter, I. Pascucci, W. Jaffe, R. Köhler, C. Alvarez, R. van Boekel, W. Brandner, U. Graser, Anne-Marie Lagrange, R. Lenzen, S. Morel et M. Schöller
- Olivier Chesneau et al., « The yellow hypergiant HR 5171 A: Resolving a massive interacting binary in the common envelope phase » [« L'hypergéante jaune HR 5171 A : Résolution d'une binaire massive en interaction pendant sa phase d'enveloppe commune »], Astronomy & Astrophysics, no 563,‎ mars 2014, A71Les co-auteurs sont, outre Olivier Chesneau, Anthony Meilland, E. Chapellier, Florentin Millour, Arnout M. van Genderen, Yaël Nazé, Nathan Smith, Alain Spang, Jonathan V. Smoker, Luc Dessart, S. Kanaan, Philippe Bendjoya, Michael William Feast (en), Jose Henrique Groh, Alex Lobel, Nicolas Nardetto, Sebastián Otero, Rene D. Oudmaijer, Abiy G. Tekola, Patricia A. Whitelock, Catalina Arcos, Michel Curé et Leonardo Vanzi

### Articles de presse généraliste
- Tristan Vey, « Une étoile jaune 1300 fois plus grosse que le Soleil », Le Figaro,‎ publié le 13 mars 2014, mis à jour le 14 mars 2014 (lire en ligne)
- Guillaume Cannat, « Découverte de l’une des dix plus grosses étoiles de notre galaxie », Autour du ciel/Le Monde,‎ 12 mars 2014 (lire en ligne)
- ?, « Sciences. Un Angevin découvre une étoile hypergéante », Ouest-France,‎ 14 mars 2014, dernière mise à jour le 15 mars 2014 (lire en ligne, consulté le 17 avril 2016)
- Josué Jean-Bart, « Olivier Chesneau a rejoint ses étoiles », Ouest-France,‎ 18 mai 2014, dernière mise à jour le 20 mai 2014 (lire en ligne, consulté le 5 juillet 2014)

### Documents de l'ESO

#### Communiqués de presse
- « Young Stars Poised for Production of Rocky Planets »
- « Communiqué de presse sur les premiers résultats d'AMBER »
- « Communiqué de presse sur la nébuleuse de la Fourmi »
- « Communiqué de presse sur la nova V1280 Sco »
- « VLT Spots Largest Yellow Hypergiant Star" »

#### Annonces
- « Le prix Olivier Chesneau 2015 décerné à Julien Milli »

### Autres
- Centre des planètes mineures, au nom de la division F de l'Union astronomique internationale, « Minor Planet Circular 87993 », Minor Planet Circulars, nos 87547-88006,‎ 15 avril 2014, p. 447 sur 460 (lire en ligne)
- « Le Prix Olivier Chesneau 2015 décerné à Julien Milli », site web de l'Observatoire de la Côte d'Azur, Observatoire de la Côte d'Azur,‎ 2015 (lire en ligne)